# De Banneling
De Banneling is het derde boek in de reeks Elfenblauw geschreven door Johan Vandevelde, een Belgisch schrijver. Het boek wordt uitgegeven door Abimo en Kluitman en de eerste versie verscheen in september 2012. Het werd voorafgegaan door Het juweel van Silnaris en De vallei van de goden, respectievelijk boeken 1 en 2.

## Korte inhoud
Lystar staat met een leger bestaande uit tienduizenden mannen - en creaturen - klaar om Brynward aan te vallen en zo Dunstrië tot overgave te dwingen. Als hij dat land eenmaal in zijn macht heeft, is het een koud kunstje om Cyndrië ook in te nemen.
Sander en zijn vrienden besluiten om zich op te splitsen.
Sander, Taryn en de heks Astraea gaan naar Sardenië, een land waar de meisjes en jongens van jongs af aan worden getraind om amazone en soldaat te worden. De Sardeniërs zijn al jaren vijanden van Cyndrië, maar Astraea hoopt dat de koningin, Caribda, zal inzien dat een alliantie voor allebei de landen het beste is. Maar onderweg komen ze veel gevaren tegen...
Ondertussen zijn Caldric en Katya onderweg naar Brynward om Hatar bij te staan, die verkozen is tot de nieuwe koning van Dunstrië. Het lijkt erop dat hij zich aan de kant van Lystar wil scharen... Onderweg komen ze nog Tuwana tegen, die het gelukt is om uit de gevangenis te ontsnappen. Nu ze voorgoed een kant heeft gekozen - die van Sander en co - zal ze er alles voor doen om hen bij te staan.
En Berik de Dappere reist af naar Barkan-Silnaris, waar hij de hulp wil inroepen van de Elfen om hen bij te staan in de loodzware strijd die op handen is. Zal het hun lukken om de eerste slag van Lystar af te slaan?